# Osasio
Osasio is een gemeente in de Italiaanse provincie Turijn (regio Piëmont) en telt 785 inwoners (31-12-2004). De oppervlakte bedraagt 4,5 km², de bevolkingsdichtheid is 174 inwoners per km².

## Demografie
Osasio telt ongeveer 308 huishoudens. Het aantal inwoners steeg in de periode 1991-2001 met 24,5% volgens cijfers uit de tienjaarlijkse volkstellingen van ISTAT.
| Jaar | Inwoneraantal |
| ---- | ------------- |
| 1991 | 593           |
| 2001 | 738           |

## Geografie
Osasio grenst aan de volgende gemeenten: Castagnole Piemonte, Virle Piemonte, Carignano, Pancalieri en Lombriasco.

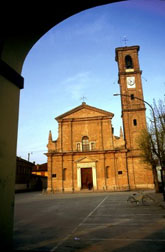
Kerk

1. ↑  https://demo.istat.it/?l=it.